# 大山事件

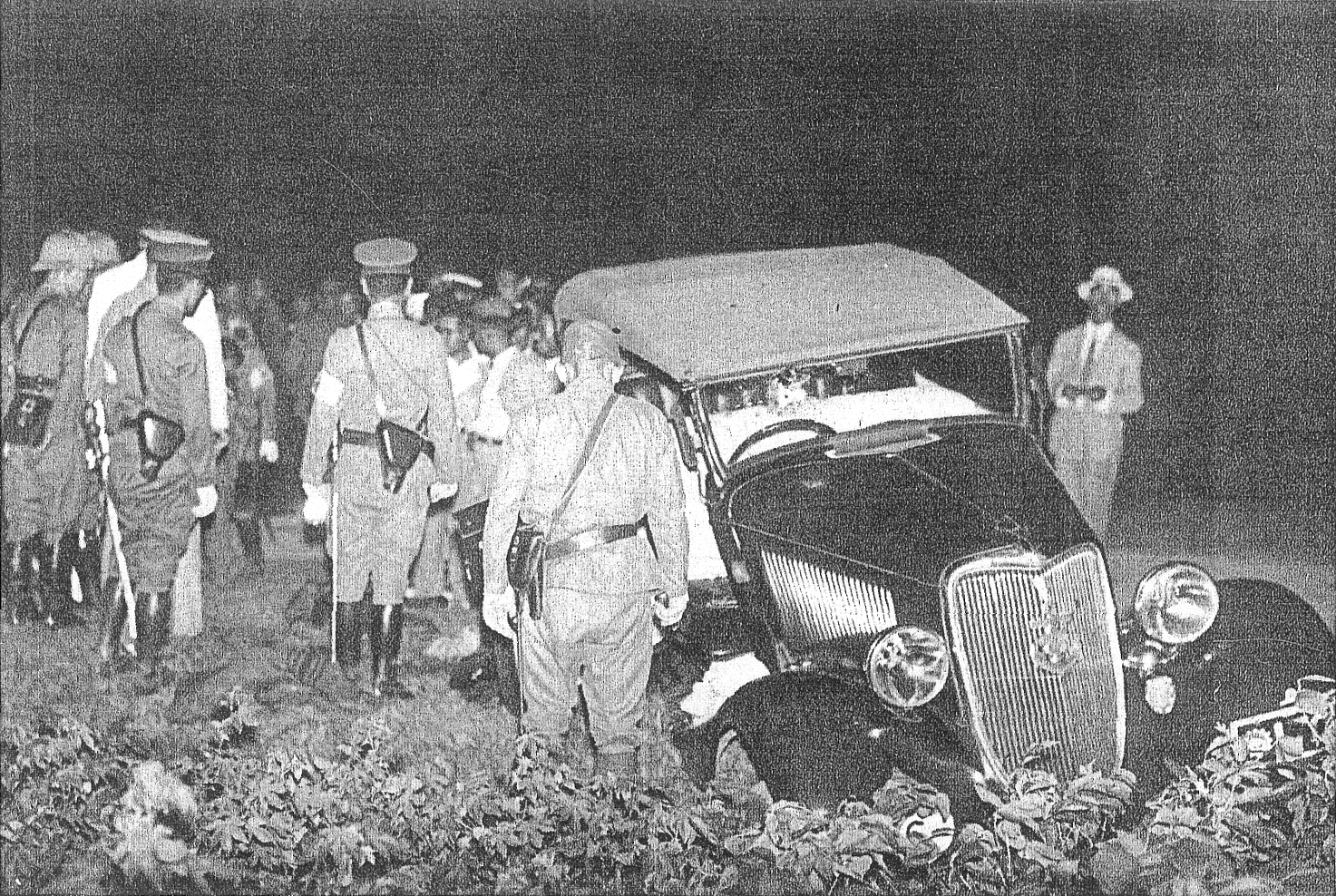
大山事件の現場

大山事件（おおやまじけん）は、1937年8月9日夕刻に起こった、上海海軍特別陸戦隊中隊長の大山勇夫海軍中尉（海軍兵学校第60期卒業、死後海軍大尉に特進）と斎藤與蔵一等水兵（死後三等兵曹に特進）が殺害された事件である。中国側からは「虹橋機場事件」と呼ばれる。第二次上海事変のきっかけの一つになった。

## 事件

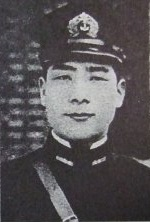
大山勇夫中尉

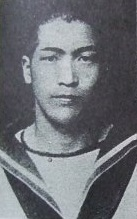
斎藤與蔵一等水兵

1931年、上海停戦協定により租界内での軍事行動が規制された国民政府は、租界内部の政府関連施設警備のため、国民革命軍憲兵第4団を改編して上海市保安隊を編成した。1936年4月、上海市保安隊は更に憲兵第6団を編入し、2個団制の上海市保安総団へと拡充、司令部は東煕華徳路（現東長治路）で総団長は吉章簡（黄埔2期）であった。旧憲兵第4団からなる第1団（団長：符岸壇上校、雲南12期）、旧憲兵第6団からなる第2団のほか、特務隊、通信分隊から構成され、人員は軍官・軍佐（将校相当官）300人、士兵2500人であった。
1937年（昭和12年）7月7日に盧溝橋事件が勃発するも11日には日中両軍間に停戦協定が成立した。しかし25日に郎坊事件、26日には広安門事件が発生し、28日に日中両軍は華北において衝突状態に入った（北支事変）が、事件当日の8月9日も日本と中華民国の間で日中間の緊張を改善させるための閣僚級会談が開かれていた。
一方、国民政府最高軍事会議は7月13日、第2師補充旅（長：鐘松、黄埔1期）隷下の第658団（長：李忠）、第659団（長：何藩）、第660団の3個団（当時660団は蘭州に派遣されていたため実質2個団）を保安総団へと編入、それぞれ保安第3団と憲兵第13団とした。京滬警備司令張治中は日本側の動向を警戒し、ドイツ軍事顧問団の訓練を受けた精鋭・87師、88師隷下の排長・連長以上の軍官に密かに租界内部の偵察を行わせていた。また、保安総団は中国空軍が使用する虹橋機場（站長・李疆雄）にも保安第3団第1営（長：李秀嶺）を駐留、警察や各機関と連携しながら日本側の動向に目を光らせていた。
事件は、8月9日の午後6時半頃、大山中尉が斎藤與蔵一等水兵を運転手として、当時の虹橋空港の辺、上海共同租界のエクステンション（越界路）であったモニュメントロード（日本側呼称「記念通り」、中国側呼称「碑坊路」）において、中国保安隊の隊員との間で起きた。
上海海軍特別陸戰隊司令部が発行した『上海方面開戦直前の概況（本項軍極秘）』によれば、海軍中尉の大山勇夫は8月9日に付近地区の視察及び陸戦隊本部への連絡の為に17時頃に日本海軍陸戦隊の西部派遣隊本部の置かれていた内外綿紗廠の水月倶楽部から制服を着用して出発した。一等水兵であった斎藤与蔵が運転する陸戦隊自動車で上海西部にある虹橋飛行場の越界路である碑坊路上を通行中、18時30分頃に支那保安隊員に射殺され、斎藤一等水兵は行方不明と記された。翌日の8月10日の早朝4時20分には、工務局、市政府、淞滬警備司令部各代表及び警官立ち合いの上で、現場に於て大山中尉の屍体が収容され、大山中尉の位置から北東へ離れた畑地帯で射殺された斎藤一等水兵の屍体を収容し、両人は射殺された後に刀剣で斬り苛まれ携帯品の一切を略奪されていたと記されている。

## 発生現場
事件の発生現場について、上述した『上海方面開戦直前の概況（本項軍極秘）』は、飛行場の南東隅にある正門の北方約100mであるとしており、戦史叢書の中国方面海軍作戦(1)の309頁でも、同じく発生現場は空港の南東の隅にある西門の北方約100mであるとしている。しかし東京日日新聞社から発行された『北支事変画報』第3集の4-5頁によれば、発生現場は飛行場から約300m離れていたとされ、外務省情報部長が事件2日後の1937年8月11日に公表した事件の説明でも、正門から300m離れた場所が発生現場だとしている。

## 報道

### 日本側の報道
日本海軍特別陸戦隊午後九時四十五分発表を報道した『上海朝日特電8月9日発』では次の様に書かれている。
陸戦隊第一中隊長海軍中尉大山勇夫は一等水兵斉藤要蔵の運転せる自動車により本日午後五時頃上海共同租界越界路のモニュメント路（碑坊路）通行中、道路上にて多数の保安隊に包囲せられ次いで機銃小銃等の射撃を受け無念にも数十発の弾丸を受けて即死した。現場を検視するに頭部腹部には蜂の巣の如くに弾痕があり、自動車は前硝子が破壊せられ車体は数十発の機銃弾痕あり無法鬼畜の如き保安隊の行為を物語っている。
右のモニュメント路は共同租界のエキステンションであり各国人の通行の自由のある所であるに拘らず、支那側は最近上海の周囲に公然と土嚢地雷火鹿柴などの防禦施設を構築し、夜間は兵力を以て勝手に通行を禁止し昼間にても通行人に一々ピストルを突き付けて身体検査するなどは明かなる停戦協定無視なるのみならず、共同租界居住各国人に対する侮辱である、支那側の無法なる抗日の公然たる挑戦行為である。なお同自動車の運転員一等水兵斉藤要蔵は座席に多量の血痕を残せるままいずこにか拉致されたものの如くである。
帝国海軍陸戦隊は厳重に支那側の不法に対する責任を問うと共に厳正なる態度を以て徹底的解決を期せんとす。なお同中尉は軍服であったことを付記する。
1937年8月11日の『東京朝日新聞』では、前日の日中合同調査（後述）を受けた海軍省からの発表を元に、中国側から銃撃を受けたこと、大山中尉は武器を所持していなかったこと、中国側に停戦協定違反があったことなどが報じられた。ただし、当時の日本側の報道では越界路（エキステンション）の通行は自由だと主張されたが、租界から延長された越界路は中国側の許可を得ずに日本を含む列強諸国が無断で敷設し不法占拠したものに過ぎなかったので、日本側や工部局による越界路における主張や管轄権行使には法的根拠が無かった。事件の起きた碑坊路は上海停戦協定の停止線を越えて中国側に存在する上に、1935年7月の合意によって既に華倫路或穫必蘭路（Warren Road）より西側にある碑坊路の主権は中国側に回復されていた。

### 中国側の報道
『大公報』1937年8月10日号は次のように報道している。
8月9日午後5時半、日本海軍将兵2名が自動車に乗り虹橋飛行場に来て、場内に進入しようとした。飛行場の衛兵はこれを阻止しようとしたところ、日本軍側は発砲し始めた。衛兵は、日本軍とのトラブルを避けるように注意を受けていたので、これに反撃せずに退避していた。ところが、付近の保安隊が銃撃を聞きつけ出動した。これに対し、日本軍側がさらに発砲を行ったことで銃撃戦となり、保安隊員1名と日本人1名がその場で死亡し、日本人1名が重傷の後死亡した。
フランスの報道
日本の内閣情報委員会はフランスのアヴァス通信社の報道を引用し、次のように報告している。
上海大山事件（上海アヴァス電又は上海中央通訊社電）の結果である上海事件に付いてはアヴァス電だけでも数通あって、内容も食違い或は日本士官二名と言い或はトラックに便乗した日本兵だと言っているが、動機は日本側が無理に飛行場に入ろうと策したのを支那番兵が制止したのに対し日本側が発砲した為めだと言うに一致している。
イギリスの報道
日本の内閣軍事委員会はロイター通信の報道を引用し、次のように報告している。
ロイテル通信 虹橋飛行場に隣接せる一英國人談
最近数日来日本人数名は飛行場付近を頻りにうろついていたが支那哨兵のため妨げられていた。九日午後五時頃一日本人運転の自動車が日本人一名を（共に水兵に非ず）客席に乗せ飛行場に入らんとせるため哨兵より発砲うち一名即死、他の一名は逃亡した事件あり。支那側でも一名死亡又は負傷した。尚該英人の姪（二名）は事件のためルビコン橋を渡り市内に行くのに支那保安隊一名及び工部局員一名の保護を受けるを必要とした。彼等は八時に至るも帰宅せぬ。工部局警察副総監エアーズは現場に行かんとして同橋の支那保安隊に阻止せられ止む無く帰還した。

### 張治中工作説

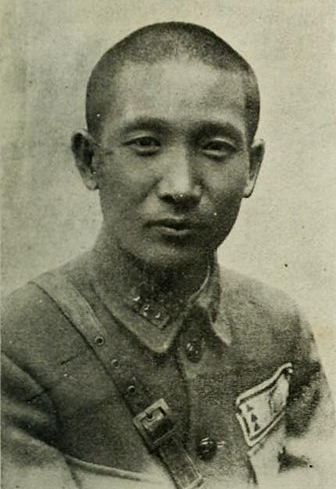
張治中

ユン・チアンとジョン・ハリデイは、事件は張治中による工作とみている。
8月9日、張治中は蔣介石の許可なしに上海飛行場の外で事件を仕組んだ。張治中が配置しておいた中国軍部隊が日本軍海軍陸戦隊の中尉と一等兵を射殺したのである。さらに一人の中国人死刑囚が中国軍の軍服を着せられ、飛行場の門外で射殺された。日本側が先に発砲したように見せかける工作である。

### 海軍の謀略説
笠原十九司は、この事件を日本海軍による謀略だとしている。
大山勇夫中尉は、上官から『お国のために死んでくれ。家族の事は面倒を見るから』と言われて出かけた。
軍事予算を拡大したい海軍が、日中和平交渉を妨害し全面戦争へ至らすため、自ら計画的に勃発させた事件だとしている。

## 事件後の動き

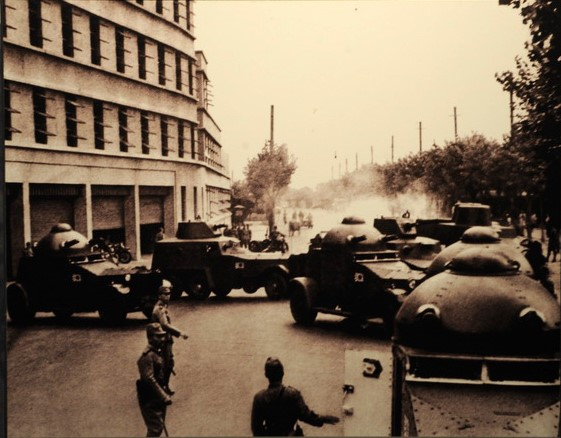
事件を受けて出動した上海海軍特別陸戦隊（九三式装甲自動車、クロスレイ装甲車）（1937年8月10日）

この事件によって大山中尉、斎藤水兵が死亡した。戦後に日本の防衛研究所から発行された戦史叢書によれば、8月9日の夕方、上海市長の兪鴻鈞は事件処理協議の為に総領事館に赴き、岡本上海総領事及び、帝国大使館付武官である本田海軍少将と会見し、大山中尉が飛行場に入ろうとして保安隊の制止を聞かず、かえって拳銃で保安隊一名を銃殺したことに端を発した、との趣旨を説明したとされる。また、中国側の説明を受けて日本側は、最近保安隊の武装強化及び対敵行動は露骨であり、本事件については今後の要求を保留すると警告したとされる。東京日日新聞社が昭和12年8月30日に発行した『北支事変画報』第3集の4-5頁によれば、当初の中国保安隊側は独断で遺体を処分しようとしたが、管区の警察がそれを許さず兪上海市長に報告。これを受け、兪市長は岡本上海総領事に、周珏外交部秘書は日本海軍武官本田に問い合わせ、日本側は日本軍将兵が虹橋飛行場に行くはずがないと主張したとされている。また同新聞記事内において、『事件発生直後、日本人武官が現場に赴き、保安隊中国人の死体がないことを確認しているため、その死体は後で運んだことや事件現場も飛行場から300メートルの地点であることから飛行場に向う意志のなかったことも明らかであった。』とも報道された。
上述の戦史叢書によれば、8月10日の早朝に両名の死体が収容され、午後には日中共同の公式調査が行われた。調査に参加したのは、日本上海領事の吉岡範武と福井淳、海軍中佐で上海駐在武官の田尻穣、海軍少佐で上海特別陸戦隊参謀の山内英一、上海市政府秘書長、警備部司令部副官の淞滬、上海工部局局員（英国人）等だった。中国側の直接関係者（射撃を行った保安部隊）に関した調査は出来なかった。調査の結果として日本側は次の様な結論を出したが、中国側は日本側の出した結論を認めなかった。
- 大山、斉藤の両名は機銃弾がその頭部を貫通したことが致命的であること、大山は全身に30発以上の銃弾が撃ち込まれていたこと、その他の弾痕を含む外傷は中国側が苛虐的に加えたものであること
- 死亡した中国保安隊員の死因は機銃弾によるもので背中から2発を撃ち込まれて即死していたこと、及び当時大山は拳銃を携帯せず、斉藤も拳銃を肩に掛けながら陸戦隊自動車を運転していたことから中国人の同士討ちであることがはっきりした
- これらのことから中国側が主張した日本側から先に発砲した事実はなく、中国側が射撃を行い、両名の死体を侮辱する行為を行った事が明らかであること

昭和12年8月11日付の大阪朝日新聞の朝刊1面において、『中国側は使用が禁止されていたダムダム弾を使用し、この死体検死についても中国側は承認した。』と報道された。
この間、中国側の主張は二転三転したが、日本側は車体の弾痕が遠距離・近距離入り乱れていることなどからも、保安隊が待ち伏せし奇襲を行ったと断定した。また、大山は全身に30発以上の銃弾を撃ち込まれた後、死体の頭部・腹部などが刃物・鈍器により損傷を受けたと検分された。また彼の靴、札入れ、時計などの貴重品が奪われたと読売新聞は報じた。
笠原十九司の調査によれば、淞滬警備司令部の参謀だった劉勁持は回想の中で次のように述べたとされる。『8月9日、日本軍将校大山勇夫が自動車に乗って、虹橋飛行場に向かって走行してきた。我が側の歩哨に阻止されたので、大山勇夫の車は大きく曲がり、飛行場正門に向かって直進した。我が方の守衛部隊は敵が襲撃してきたと認識して、発砲し、射殺した。このとき、夕暮れが近かったことがあり、形勢は相当緊張した。敵の後続部隊がまだ発見できないので、警備司令部に電話で報告した。朱侠参謀処長はただちに車で駆けつけて対応した。私はすぐに各地に情報を通報し、警戒するように注意した。このとき、鐘桓科長が日本領事館に電話して、「今日午後、あなたがたのところで、軍人が自動車に乗って外出、（租界外の）中国地域に進入したものはいないか」と尋ねたが、「いない」という返答であったので、我が方は再度詳しく調査するように依頼した。約三〇分後、領事館から電話があってまだはっきりわからないということだった。我が方から大山勇夫という人物がいるかどうか尋ねると、日本側は慌ててすぐに車で警備司令部に来て、事態を了解した。そして、「大山勇夫は酒が好きなので、酒に酔ってかってに外出した可能性がある」と言った。鐘桓科長は日本側が彼を中国地域に来させたのは、日本側の違反行為であるという立場を堅持して、大山勇夫が大きな誤りを犯したのだと告知した。』
中国保安隊員の司法解剖は上海法医研究所所長・孫揆方により10日に行われた。翌日朝、研究所を訪れ中国保安隊員の死体を見た陸戦隊将校らは、縄で縛られたような跡がある事、顔が泥まみれで爪が伸びており不清潔で憲兵らしくない事から、史景哲なる死刑囚の死体に軍服を着せたのではないか、との疑いを持った。中国側はこれを否定したが、岡本季正領事は態度を硬化させ、共同調査後の11日午後4時に行われた上海市政府、淞滬警備司令部、日本領事館、日本海軍陸戦隊の各担当者で行われた談判にて、中国方面の「街道上のすべての野戦築城を撤退すべし」と要求した。しかし、市政府翻訳官が軍事用語に詳しくなかったためこれを「撤退各街道上一切"防守部隊"」と訳してしまった。警備司令部副官の陳毅は日本の陸士を卒業したため「"防御工事"」と訳したが、結局翻訳官の訳が南京に報告されてしまった。こうした齟齬も事態の悪化を招いた。
同日、閣議にて米内海相は陸戦隊の派兵を主張、杉山陸相にも陸軍の派兵を要請した。一方、参謀本部では第1部長の石原莞爾少将が陸軍の派兵は北支で留め、上海は海軍が担うべきであると主張、参謀次長の多田駿中将もこれに同意した。結果、陸軍は2個師団を超過しない最小限度の兵力を派遣することとなった。11日夜には呉・佐世保より派遣された陸戦隊員2000人が上陸した。これを察した蔣介石は午後9時、張治中に電話をかけ、無錫、蘇州等に展開する第87師、第88師主力を淞滬へ向かわせ、上海の包囲準備を命じた。また第56師、砲兵第2旅第3団、砲兵第10団第2営を蘇州に派遣させ、京滬警備司令部の指揮下に置かせた。警備司令部は南翔に移った。
12日、大前旭憲兵軍曹と通訳の熊野敏が北停車場付近で中国保安隊側に拉致されるという事件が起こる。日本側はこの事態にいよいよ態度を硬化させ、12日の四相会議を経て13日午前に一個師団の増派を閣議で正式決定。そして、八字橋にて日中両軍は軍事衝突を起こす。第二次上海事変、そして日中戦争の泥沼化の始まりであった。